# Anders G. Aldrin
Pour les articles homonymes, voir Aldrin.
Anders G. Aldrin, né le 29 août 1889 à Stjernsfors dans le Värmland en Suède et mort en 1970, est un graveur sur bois et peintre aquarelliste américain d’origine suédoise, à la fois paysagiste et portraitiste. Il a commencé sa carrière artistique tardivement et s'y est consacré avec une approche indépendante de toute école, courant ou style artistique de son époque.

## Biographie
Attiré très jeune par l’art, il n’est pas soutenu en ce sens par sa famille et commence par vivre de petits métiers. En 1911, il émigre aux États-Unis, tout d'abord à Chicago, puis dans le Minnesota, où il rencontre et épouse Mabel Esther Lindberg (1891-1946), la fille d’un pasteur baptiste suédois, avec qui il aura deux filles, Inez et Betty.
Appelé sous les drapeaux lors de la Première Guerre mondiale, il combat pendant un an en France et, victime de la tuberculose, est hospitalisé à l’hôpital militaire de Prescott dans l’Arizona. C’est là qu’il commence à peindre.

### Formation artistique
En 1923, il quitte Prescott avec sa famille et se rend en Californie pour suivre des études artistiques tout d’abord à l’Otis Art Institute jusqu’en 1927, puis, de 1927 à 1930, à l’école des beaux-arts de Santa Barbara, où Frank Morley Fletcher lui fait découvrir la technique de la gravure sur bois colorée issue du Japon. Il suit également une formation complémentaire en 1929 à l’école des beaux-arts de San Francisco.

### Carrière
Installé à Los Angeles, il se consacre essentiellement entre 1928 et 1937 à des gravures sur bois colorées, puis à l’aquarelle et à la peinture à l'huile. Après plusieurs expositions locales, le Los Angeles County Museum of Art lui consacre une exposition en 1935. Plusieurs autres expositions lui sont consacrées de son vivant :
- en 1940 à la librairie Jake Zeitlin de Los Angeles et au Scripps College de Claremont
- en 1948 au Pasadena Art Institute
- en 1958 au Mount St. Mary's College]de Westwood.

Il exposa également fréquemment au salon de la California Water Color Society entre 1927 et 1960.
Dans les années 1940, il visite l’Oregon, Rhode Island, le Massachusetts et le Connecticut et y peint des paysages d'après nature. Il se rend également dans le Värmland, sa région natale, en 1951, 1952, 1962 et 1968, où il réalise un grand nombre de paysages. En 1957, il se rend au Japon, où réside sa fille Betty, et visite également Hong Kong, la Thaïlande, Wake et Hawaï. De ce périple de six mois en Orient et dans le Pacifique, il rapporte de nombreux paysages. Dans les années 1960, il délaisse la peinte en extérieur pour se consacrer à un travail d’atelier moins émotionnel et plus intellectuel.
Il fut l’ami du peintre John Dominique et était apprécié du peintre Millard Sheets (en) et du critique d’art Arthur Millier, qui le considérait comme l’un des plus fins peintres californiens des années 1940-1960.
Son travail a été primé à plusieurs reprises et on peut admirer ses œuvres dans plusieurs grandes collections comme à la bibliothèque du Congrès à Washington, à la bibliothèque de Boston ou à la Rutgers University de Newark (New Jersey).

## Analyse de l'œuvre
Les œuvres d’Anders Aldrin sont hautes en couleur et en luminosité, d’une construction solide et libres de toute imitation. L’artiste a en effet toujours gardé son indépendance vis-à-vis des styles et des manières de ses contemporains. De sa production ressort une poésie intense qui fait penser à un romantisme enrichi des expériences japonistes et expressionnistes de la fin du XIXe siècle et du début du XXe siècle.

## Œuvres

### Gravures sur bois colorées
- 1932 : Zabriskie Point - Dead Valley 1
- ~1932 : Zabriskie Point - Dead Valley 2
- ~1934 : Auricaria
- ~1934 : California Hills 1
- ~1934 : California Hills 2
- ~1934 : Harlequin
- ~1934 : The Harlequin
- ~1935 : California Hills 3
- ~1935 : California Hills 4
- ~1935 : Fishing Boats
- ~1935 : Mallow 1
- ~1935 : Mallow 2
- ~1935 : Mallow 3
- ~1935 : Mallow 4
- ~1935 : Mallow 5
- ~1935 : Reflections 1
- ~1935 : Reflections 2
- ~1935 : The Boat Race
- ~1935 : The Bouquet 1
- ~1935 : The Bouquet 2
- ~1935 : The Sycamore Grove 1
- ~1935 : The Sycamore Grove 2
- ~1935 : The Sycamore Grove 3
- ~1935 : The Sycamore Grove 4
- ~1935 : The Yellow Drapes
- ~1935 : Zabriskie Point - Dead Valley 3
- ~1935 : Zabriskie Point - Dead Valley 4

### Peintures
- 1925 : Moreno Hills
- 1928 : Self Portrait
- 1936 : Big Tujunga
- 1938 : Oregon Stream
- 1940 : Echo Park - Los Angeles
- ~1940 : Flowers
- 1943 : Silverlake Between the Trees - Los Angeles
- 1945 : New England
- 1945 : Seascape
- 1951 : Swedish Landscape
- 1957 : Ginza
- 1960 : Palos Verdes
- 1962 : Swedish Landscape
- 1966 : Kellogg Ranch
- 1966 : Self Portrait